# Heptagenia julia
Heptagenia julia är en dagsländeart som beskrevs av Jay R. Traver 1933. Heptagenia julia ingår i släktet Heptagenia och familjen forsdagsländor. Inga underarter finns listade i Catalogue of Life.